# 제29회 카를로비바리 국제 영화제
제29회 카를로비바리 국제 영화제는 1994년 7월 1일에 열린 시상식이다.

## 수상 및 후보

### 대상(장편)
- Mi Hermano del Alma - Mariano Barroso 수상

### 심사위원특별상(장편)
- 파우스트 - 얀 슈반크마이에르 수상
- Przypadek Pekosinskiego - Gregorz Królikiewicz 수상

### 감독상(장편)
- Pešavarskij vals - 티무르 베크맘베토브 수상

### 여우주연상(장편)
- 아일랜드의 연풍 - 나타샤 리처드슨 수상

### 남우주연상(장편)
- Time is Money - 막스 폰 시도우 수상